# Dashiqiao
Die Stadt Dashiqiao (chinesisch 大石桥市, Pinyin Dàshíqiáo Shì) ist eine kreisfreie Stadt der bezirksfreien Stadt Yingkou in der nordostchinesischen Provinz Liaoning. Sie hat eine Fläche von 1.554 km² und zählt 607.098 Einwohner (Stand: Zensus 2020).
Die große Xiaoshengshuisi-Magnesit-Lagerstätte befindet sich auf ihrem Gebiet. 
Die dortige Jinniushan-Stätte (金牛山遗址,  Jinniushan yizhi), Fundplatz der Fossilien des Jinniushan-Menschen, steht seit 1988 auf der Liste der Denkmäler der Volksrepublik China (3-183).